# Джордж Бейкър
Йоханес Боуенс, познат с артистичното си име Джордж Бейкър (на английски: George Baker) е нидерландски поп-певец и текстописец. Създател и водещ вокал на поп-групата, George Baker Selection, с която създава най-великите си песни – „Little Green Bag“ (1969) и „Paloma Blanca“ (1975).
Понастоящем (от 2009 г.) продължава кариерата си като соло изпълнител.

## Дискография
Албуми на George Baker Selection
- Little Green Bag (1969)
- Love in the World (1970)
- Now (1972)
- Hot Baker (1974)
- Paloma Blanca (1975)
- A Song for you (1975)
- River Song (1976)
- So Lang die Sonne scheint (1976)
- Summer Melody (1977)
- Paradise Island (1983)
- Santa Lucia by Night (1985)
- Viva America (1987)
- From Russia with Love (1988)

Соло албуми
- In your heart (1978)
- Another lonely Christmas night (1978)
- Sing for the day (1979)
- Wild Flower (1980)
- The Winds of time (1981)
- Dreamboat (1989)
- Love in your heart (1991)
- Memories (1993)
- Flashback (2000)